# Jacobsenia
Genre
Classification phylogénétique
Jacobsenia  L.Bolus & Schwantes est un genre de plante de la famille des Aizoaceae.
Jacobsenia L.Bolus & Schwantes in L.Bolus, Notes Mesembr. 3: 255 (1954)
Type : Jacobsenia kolbei (L.Bolus) L.Bolus & Schwantes (Mesembryanthemum kolbei L.Bolus)

## Liste des espèces
- Jacobsenia hallii L.Bolus
- Jacobsenia kolbei (L.Bolus) L.Bolus & Schwantes
- Jacobsenia vaginata (L.Bolus) Ihlenf.